# يفوز (ريمة)
يفوز، ريمه هي: إحدى قری مديرية الجعفرية التابعة لمحافظة ريمه تمتاز بجمالها الخلاب وتطل في أعلى المديرية. وقد بلغ عدد سكانها لعام 2004م 900 نسمه.
تحتوي قرية يفوز على جزء من قرى عزلة بني الجعد
ويوجد فيها جبل يفوز الذي يعانق سحاب مديرية الجعفرية ومن أهم مايتوفر فيها أيضا شجرة البن لأنها تحتوي على التربة النقيه الدي تغدي الاشجار كونها في اعلا مرتفعات جبال الجعفرية